# Ruben Allinger
Karl Ruben Allinger (Svédország, Uppsala, 1891. december 23. – Svédország, Stockholm, 1979. január 9.) svéd jégkorongozó, olimpikon.
Az 1924. évi téli olimpiai játékokon, a jégkorongtornán 4. lett a svéd csapattal. Első mérkőzésükön a svájciakat verték 9–0-ra, utána Kanadától kikaptak 22–0-ra, majd a csehszlovákokat verték 9–3-ra. Ezután jött a négyes döntő, ahol a kanadaiak elleni mérkőzés beszámított, így játszottak az amerikaiak ellen, ami 20–0-s vereség lett, majd a britek is megverték őket 4–3-ra.
A Djurgårdens IF-fel pedig svéd bajnok volt 1926-ban.